# Trześniów (Lublin)
Trześniów – dawniej wieś, a obecnie jedna z dzielnic Lublina, leżąca w jego północnej części. 
W drugiej połowie XVI wieku istniała prywatna wieś duchowna Trześniów. W czasach przedwojennych Trześniów wraz z kolonią należały do lubelskiej parafii pw. św. Agnieszki. 
W XX w. tereny te znajdowały się w gminie Wólka, do Lublina zostały przyłączone etapami – kolonia w okresie PRL-u, zaś właściwy Trześniów dopiero 1 stycznia 1989 r. Od 2006 roku Trześniów należy do dzielnicy Ponikwoda. Jego granicę wyznaczają mniej więcej: od zachodu tory kolejowe, od południa ul. Torowa, od wschodu ul. Tadeusza Grodzickiego, zaś od północy – ul. Pliszczyńska. Do Trześniowa przynależy także Trześniów Kolonia. Część ta obejmuje rejon ul. Trześniowskiej na północ od skrzyżowania z ul. Kminkową. 
Dzielnica ma głównie mieszkalny charakter (domki jednorodzinne). Na granicy z Ponikwodą znajduje się przystanek kolejowy Lublin Ponikwoda, obsługujący lokalne połączenia kolejowe w kierunku Lubartowa, Lublina i Parczewa. Poza koleją, transport Trześniowowi zapewnia miejska linia 22 kursująca ul. Pliszczyńską (oraz krótkim fragmentem ulic Łysakowskiej i Torowej).